# Наплавлення

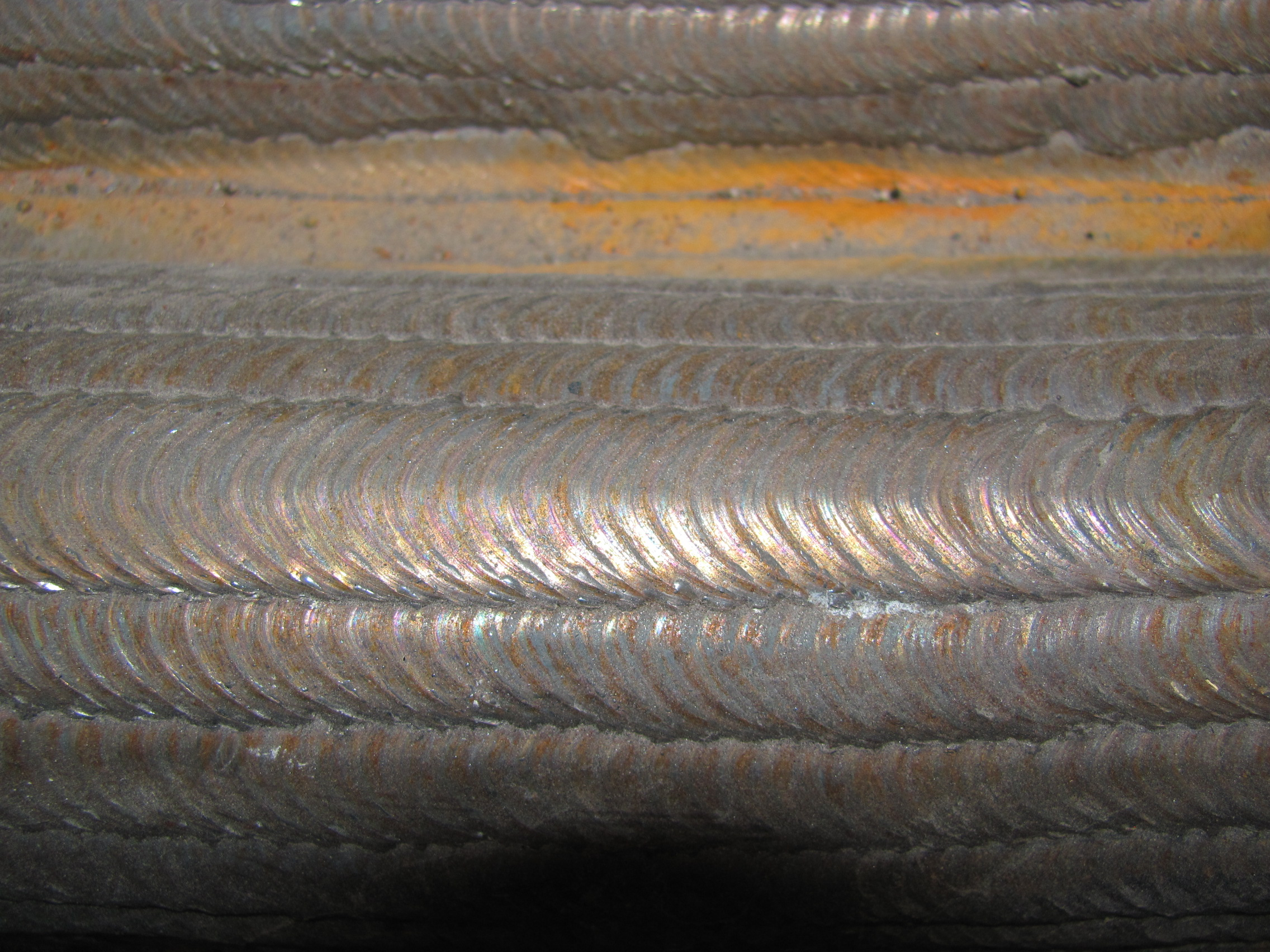
Поверхня деталі після наплавлення

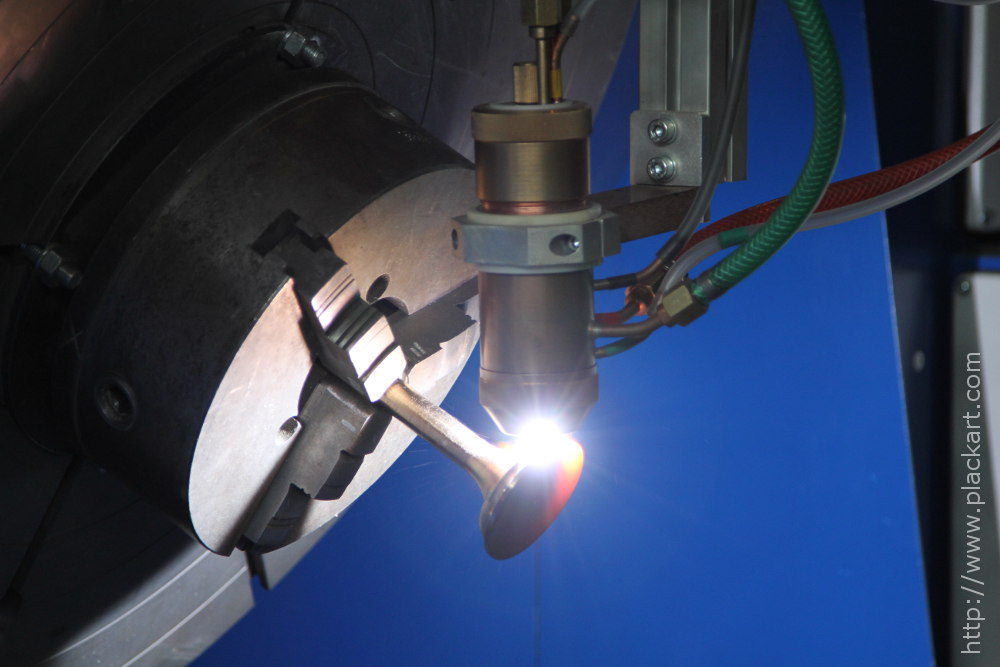
Плазмово-порошкове наплавляння зносостійких матеріалів на клапан дизельного двигуна

Напла́влення (наплавля́ння) (англ. cladding) — нанесення (наносіння) одного чи кількох шарів матеріалу на поверхню виробу з використанням процесів зварювання.

## Технологія
Відновлювальне наплавлення застосовується для отримання первинних розмірів зношених або пошкоджених деталей. У цьому випадку наплавлений метал близький за складом і механічними властивостями основного металу.
Наплавлення функційних покриттів служить для отримання на поверхні виробів шару з потрібними властивостями. Основний метал забезпечує необхідну конструкційну міцність. Шар наплавленого металу надає особливих заданих властивостей: зносостійкість, жаротривкість, жароміцність, корозійну стійкість тощо.
Найважливіші вимоги, що ставляться до наплавляння, полягають в наступному:
- мінімальне проплавлення основного металу;
- мінімальне перемішування наплавленого шару з основним металом;
- мінімальне значення залишкових напружень і деформацій металу в зоні наплавлення;
- заниження до прийнятних значень припусків на подальшу обробку деталей.

## Способи наплавляння
- Ручне дугове наплавлення покритими електродами
- Дугове наплавлення під флюсом дротами та стрічками
- Дугове наплавлення у захисних газах вольфрамовими (неплавкими) і дротовими металевими (плавкими) електродами
- Дугове наплавлення самозахисними порошковими дротами
- Електрошлакове наплавлення
- Плазмове наплавлення
- Лазерне наплавлення
- Електронно-променеве наплавлення
- Індукційне наплавлення
- Газополуменеве наплавлення

## Застосування
Наплавлення проводять при відновленні зношених і при виготовленні нових деталей машин і механізмів. Найчастіше наплавлення застосовується при ремонтних роботах. Відновленню підлягають корпусні деталі різних двигунів внутрішнього згоряння, розподільні та колінчасті вали, клапани, шківи, маховики, маточини коліс тощо.